# Brejo de Areia
Brejo de Areia este un oraș în unitatea federativă Maranhão (MA), Brazilia.